# یرماخان ابراهیموف
یرماخان ابراهیموف (انگلیسی: Yermakhan Ibraimov؛ زادهٔ ۱ ژانویهٔ ۱۹۷۲) بوکسور اهل قزاقستان است.
از افتخارات وی میتوان به کسب مدال طلا در بازی‌های المپیک تابستانی ۲۰۰۰ اشاره کرد.